# Retrait des Pays-Bas de l'Union européenne
« Nexit » redirige ici. Ne pas confondre avec Frexit, Brexit ni Grexit.

Retrait des Pays-Bas de l'Union Européenne

Le retrait des Pays-Bas de l'Union européenne (UE) est proposé par plusieurs personnes et organisations, en particulier par le Forum pour la démocratie et le Parti pour la liberté. Le mot-valise « Nexit » (composé des mots Nederland, et exit, « sortie ») est souvent utilisé pour désigner cette notion, par analogie de construction avec le terme Brexit.

## Opinion publique
| Date                   | Sondeur                                | Rester dans l'UE                       | Sortir de l'UE                         | Ne sait pas                            | Différence                             | Échantillon                            |     |     |     |     |       |
| ---------------------- | -------------------------------------- | -------------------------------------- | -------------------------------------- | -------------------------------------- | -------------------------------------- | -------------------------------------- | --- | --- | --- | --- | ----- |
| Date                   | Sondeur                                | 11-13 septembre 2018                   | Ipsos                                  | Ne sait pas                            | Différence                             | Échantillon                            | 55% | 21% | 24% | 34% | 1 017 |
| 6 mars au 7 avril 2017 | Pew Research                           | 80%                                    | 18%                                    | 2%                                     | 62%                                    | 1 006                                  |     |     |     |     |       |
| 5–7 juillet 2016       | EenVandaag                             | 53%                                    | 39%                                    | 8%                                     | 14%                                    | 25 681                                 |     |     |     |     |       |
| 23 juin 2016           | Le Royaume-Uni vote pour quitter l'UE. | Le Royaume-Uni vote pour quitter l'UE. | Le Royaume-Uni vote pour quitter l'UE. | Le Royaume-Uni vote pour quitter l'UE. | Le Royaume-Uni vote pour quitter l'UE. | Le Royaume-Uni vote pour quitter l'UE. |     |     |     |     |       |
| 10–20 juin 2016        | EenVandaag                             | 45%                                    | 48%                                    | 7%                                     | 3%                                     | 27 000                                 |     |     |     |     |       |
| 27–31 mai 2016         | TNS Public Affairs                     | 49%                                    | 22%                                    | 18%                                    | 27%                                    | 981                                    |     |     |     |     |       |
| 4–7 mars 2016          | I&O Research                           | 67%                                    | 22%                                    | 11%                                    | 45%                                    | 2 510                                  |     |     |     |     |       |